# René Laurin
Pour l’article homonyme, voir Laurin.
René Laurin B.A., B.Sc.Comm., né le 4 février 1940 à Joliette et mort le 21 janvier 2023, est un enseignant canadien, directeur général et homme politique fédéral du Québec.

## Biographie
Né à Joliette, René Laurin entame une carrière politique en servant comme échevin de la ville de Joliette de 1978 à 1986.
Élu député du Bloc québécois dans la circonscription fédérale de Joliette en 1993, il est réélu en 1997. Il ne se représente pas en 2000.
Durant son passage à la Chambre des communes, il est porte-parole du Bloc en matière de Renouveau de la Fonction publique de 1994 à 1996, du Revenu national de 1996 à 1998, d'Infrastructure en 1998, de Conseil du trésor en 1998 et de Défense nationale de 1998 à 2000. Il sert également comme whip adjoint de l'Opposition officielle et whip du Bloc québécois en 1996 et whip adjoint du Bloc de 1996 à 1997.
Il est récipiendaire, en 2008, de la Médaille de l'Assemblée nationale.